# Jack Beresford

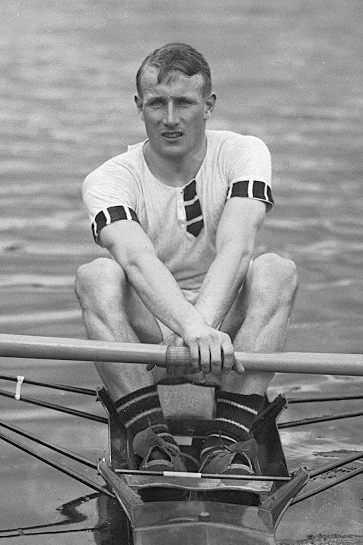
Jack Beresford im Jahr 1920

Jack Beresford (* 1. Januar 1899 in Chiswick; † 3. Dezember 1977 in Shiplake, Oxfordshire) war ein britischer Ruderer, der zwischen den beiden Weltkriegen an Olympischen Spielen drei Gold- und zwei Silbermedaillen gewann.
Er war der Sohn des aus Polen stammenden Möbelfabrikanten Julius Beresford (ursprünglicher Nachname Wiszniewski), der an den Olympischen Sommerspielen 1912 in Stockholm im Rudern eine Silbermedaille in der Kategorie Vierer mit Steuermann gewonnen hatte.
Während des Ersten Weltkrieges wurde Jack Beresford in Frankreich verwundet, kehrte nach London zurück und übernahm leitende Aufgaben in der Möbelfabrik seines Vaters. 1920 nahm er in Antwerpen erstmals an Olympischen Spielen teil und gewann eine Silbermedaille im Einer. Bei den vier darauf folgenden Austragungen gewann er jeweils eine Medaille: 1924 in Paris Gold im Einer, 1928 in Amsterdam Silber im Achter, 1932 in Los Angeles Gold im Vierer ohne Steuermann und 1936 in Berlin Gold im Doppelzweier.
Bei den Spielen in Berlin war Jack Beresford während der Eröffnungsfeier Fahnenträger der britischen Delegation. Er wurde dabei von Leni Riefenstahl gefilmt, die diese Szene zwei Jahre später im umstrittenen Dokumentarfilm Olympia – Fest der Völker verwendete. Wären 1940 die Spiele in Tokio nicht abgesagt worden, hätte Beresford wahrscheinlich eine sechste Medaille gewonnen. Er gewann auch zahlreiche britische Meistertitel; so wurde er z. B. zwischen 1920 und 1927 achtmal hintereinander Meister im Einer; eine Leistung, die bis heute unerreicht blieb.